# Chilostigmodes forcipatus
Chilostigmodes forcipatus is een schietmot uit de familie Limnephilidae. De soort komt voor in het Palearctisch gebied.